# Темарі
Темарі (яп. テマリ) — героїня манга- і аніме-серіалу «Naruto», створеного і намальованого манґакою Масаші Кішімото, дівчина з команди Бакі, до якої крім неї входять її молодші брати : Ґаара та Канкуро. Сенсеєм (вчителем) команди є Бакі.
«Темарі» — традиційна японська назва гри гандбол. Це також жіноче ім'я.
Темарі — кунойічі Селища Піску, талановита ніндзя. Вона старша за більшість новачків на 2 роки, це пояснюється тим, що Темарі увійшла в команду власних молодших братів.

## Характер
Темарі — впевнена і рішуча дівчина. Спершу може здатися, що вона дещо самовпевнена і зарозуміла, переважно через її поведінку. Дівчина горда і вперта, однак насправді дуже добра. Просто Темарі не хоче цього показувати, і ховає власну доброту за маскою байдужості і погорди.
Темарі дуже замкнена людина. Вона ніколи не каже про власні почуття, стримує їх від оточення. До того ж, через власний крутий характер їй доволі важко знайти собі друзів, адже вона не виказує до решти особливого інтересу. Часто вона зневажає решту людей, показуючи свою низьку думку про них. Темарі і справді часто думає, що більшість оточення — це невдахи, і нічого не варті. Вона не хоче визнавати, що дуже цінить близьких їй людей.
Темарі мстива. Вона ніколи не пробачає зради або власного приниження. В той же час, вона завжди готова прийти на допомогу друзям. Темарі дуже цінує вірність у людях, зраду вона сприймає як найнижчий вчинок. Іноді вона жертвує собою заради рідного селища, хоча це часто суперечить її моральним принципам.
Темарі дуже самостійна і доросла. Хоча вона часто поводить себе як всезнаюча одиначка, насправді вона ненавидить самотність і шукає вірного друга. З часом Темарі стає м'якшою і добрішою і вже не соромиться показувати це.
У власній команді Темарі є найстриманішою і найрозсудливішою. Вона дуже розумна і завжди обдумує власні вчинки наперед. Часто вона допомагає своїй команді у скрутних ситуаціях, багато в чому завдяки власному розуму та логіці.

## Відносини між персонажами
До молодшого брата Ґаари, за сумісництвом члена її команди, Темарі спочатку ставилася як і решта оточення, а саме панічно боялася. У присутності власного брата Темарі губилася і намагалася бути якомога тихішою і чемнішою з братом. Вона часто стримувала Ґаару від поспішних рішень, коли кровожерливий брат хотів когось убити. Однак коли Ґаари не було поряд, Темарі знову ставала собою — гордою лідеркою.
Згодом, коли Ґаара змінився від слів Наруто, Темарі стала набагато краще ставитися до брата, перестала боятися його, почала любити і піклуватися про нього. Це особливо видно вже у ІІ частині, під час місії з порятунку Ґаари, коли Темарі кидає все і поспішає брату на допомогу. Старша сестра взяла опіку над молодшим братом.
Із Канкуро у Темарі завжди були кращі стосунки. Він спершу так само ставився до Ґаари, і так само як і вона змінив своє ставлення до молодшого брата. Темарі і Канкуро дуже добре розуміли одне одного, хоча іноді сперечалися.
Темарі сприйняла Наруто як чергового невдаху. Про це вона заявляє під час І туру Екзамену для підвищення у званні до рівня Чунін. Так само вона ставилася й до Рока Лі, про що йому і сказала.
Темарі спочатку сподобався Саске Учіха. Вона помічає його зовнішню вроду, а одразу після цього — його силу і рівень. Найчастіше Темарі ототожнюють з Шікамару Нарою — ці двоє для багатьох виглядають справжньою парою, хоча ні в аніме, ні в манзі це точно не підтверджено. Темарі часто приходить на допомогу Шікамару, так само як і він їй, і хоча ці двоє не показують власних почуттів, часто їх вважають парою. Наприклад, Наруто, який зустрівши цих двох у Конозі, спитав, чи вони часом не на побаченні. Однак і Темарі, і Шікамару заперечили цей факт.

## Перша частина

### Дитинство
Темарі була найстаршою донькою Казекаґе, лідера Селища Піску. Хоча вона і була старшою сестрою Ґаари, вона дуже боялася молодшого брата і уникала його. Також вона відчувала напругу у власній сім'ї, викликаній ставленням батька до Ґаари. Звідси замкнений характер Темарі та її ставлення до людей.
Темарі закінчила Академію Ніндзя у віці 12 років. Однак їй довелося зачекати із формуванням команди, оскільки вона повинна була увійти у команду із власними молодшими братами.

### Команда Бакі
Темарі увійшла у команду Бакі(який був сенсеєм), що складалася із неї, Канкуро та Ґаари. Дівчина була дуже талановитою, тому швидко розвивалася у команді. Згодом Бакі вирушив на Екзамен для підвищення у званні до рівня Чунін. Пройшовши І тур, у Лісі Смерті всю «брудну роботу» Ґаара взяв на себе, з насолодою вбивши команду супротивників і заволодівши потрібним сувоєм. Тоді він мало не вбив Канкуро, однак Темарі вдалося заспокоїти молодшого брата. Після цього Темарі разом з командою бере участь у відбіркових боях перед ІІІ туром. Тоді у поєдинку їй доводиться зустрітися із Тен Тен, дівчиною із команди Майто Ґая. Темарі перемагає свою суперницю. Після цього її невдало атакує Рок Лі, заступаючись за Тен Тен, яку Темарі порівняла зі сміттям. Згодом Темарі повинна взяти участь у поєдинку проти Шікамару Нари.

У цьому поєдинку зустрічаються два дуже розумні супротивники. Шікамару спершу не хотів двобою із дівчиною. Темарі сприйняла це як особисту образу. Однак згодом Шікамару вдається перехитрити Темарі і йому вдається перемогти дівчину. Однак в останній момент Шікамару здається, оскільки використав занадто багато чакри.
Після цього поєдинку Темарі повинна брати участь у таємних планах Сунаґакуре проти Коноги. Вона разом із Канкуро і Ґаарою посвячені у таємні плани селища. Темарі дуже важко зрадити ніндзя Коноги, однак вона змушена виконувати свій обов'язок шінобі.
Однак плани дещо змінюються. Під замаскованим Казекаґе виявляється Орочімару, який попередньо вбив батька Темарі. До того ж, Саске Учіга у поєдинку із Ґаарою сильно його поранив. Тож Темарі і Канкуро доводиться забрати власного брата додому. По дорозі їх зупиняє Саске. Темарі починає з ним двобій. Саске перемагає, однак Темарі одразу ж починає наздоганяти його на шляху до Ґаари.
Після трансформації і слів Наруто Ґаара змінюється. Темарі разом із Канкуро забирає його додому.

### Саске покидає Коногу
Коли Саске самовільно покинув Коногу, була сформована команда для його повернення. На початку місії Темарі була у рідному селищі. Однак вже згодом вона приєднується до команди Коноги разом із Канкуро і Ґаарою. Вона допомагає Шікамару уникнути смертельної атаки Таюї і перемогти її. Тоді ж Темарі заявляє Шікамару, який він лінивий.
Після повернення в Коногу Темарі разом із Шікамару в лікарні очікує на обстеження решти члнів місії. Коли Шікамару звинувачує себе у пораненнях друзів, Темарі каже, що під час будь-якої місії є втрати і не треба цим так перейматися. Коли Шікамару не стримує сліз, Темарі розуміє, що насправді важать для нього друзі.
Після цього Темарі разом із Ґаарою і Канкуро повертається у Селище Піску. Перед цим вона прощається із Шікамару й учнями Академії Ніндзя, яким дуже сподобалася куноїчі Піску.
Згодом Темарі часто з'являється у філерах аніме, переважно разом зі своєю командою. Наприкінці І частини, під час однієї із місій у Конозі її життя рятує Шікамару, роблячи те саме, що й вона зробила під час місії повернення Саске додому.

## Друга частина

### Нова зустріч
У ІІ частині зустрічаємо набагато старшу Темарі. Вона — одна з небагатьох колишніх новачків, яка досягла рівня Джонін. Темарі працює у Конозі, допомагаючи Селищам Піску і Листя організовувати і проводити Екзамени для підвищення у званні до рівня Чунін. Вона дуже багато часу проводить із Шікамару Нара. Також вона зустрічає Наруто Узумакі і Сакуру Гаруно. Недалекий Наруто запитує Темарі про її стосунки із Шікамару, однак Нара і Темарі все заперечують.

### Атака «Акацукі» проти Ґаара
Коли Темарі дізнається, що її молодшого брата Ґаару атакували «Акацукі», вона одразу кидається йому на допомогу. Однак вона повертається додому занадто пізно, «Акацукі» вже вбили Ґаару, і дівчина нічого не змогла зробити.
Однак Чійо жертвує собою заради Ґаари, загладжуючи свою вину перед молодим Казекаґе. Темарі, натомість, допомагає Сакурі у лікуванні Наруто, сильно пораненого Канкуро. Після цього вона залишається в Сунаґакуре, прощається з головними героями, дякуючи їм за допомогу.

### Техніки
Техніки Темарі надзвичайно сильні. Вона вважалася найсильнішою кунойічі на Екзамені для підвищення у званні до рівня Чунін. Техніки Темарі засновані переважно на стихії вітру. Вона використовує величезне віяло із трьома місяцями на ньому. Поява нового місяця свідчить про перехід атаки на новий, вищий рівень.
Завдяки своїм технікам кинута у Темарі зброя практично іграшка для дівчини. У цьому можна переконатися, спостерігаючи бій Темарі і Тен Тен. Також Темарі здатна використовувати віяло для нетривалих польотів і пересування.
Темарі освоїла надзвичайно складну Техніку Заклику. Їй вдається прикликати однооку ласицю, яка допомагає їй під час битви. Ці навички Темарі демонструє під час битви проти Таюї.